# Метакриловая кислота
Метакриловая кислота (2-метил-2-пропеновая кислота; 2-метилпропеновая кислота, изобутеновая кислота) — химическое органическое соединение, непредельная одноосновная карбоновая кислота.

## Физические и химические свойства
Жидкость с характерным резким запахом технической кислоты, в чистом виде бесцветная, — из-за примесей имеет бурый цвет. Она хорошо смешивается с водой и органическими растворителями.
Химические свойства метакриловой кислоты в целом аналогичны химическим свойствам низших карбоновых кислот. Метакриловая кислота легко полимеризуется в полиметакриловую кислоту, поэтому при хранении к ней добавляют ингибитор — метиловый эфир гидрохинона.
Соли и сложные эфиры метакриловой кислоты называются метакрилатами.

## Получение
Промышленный синтез метакриловой кислоты и её эфиры заключается в ацетон-циангидринном методе:
{\displaystyle {\mathsf {(CH_{3})_{2}CO{\xrightarrow[{}]{HCN}}(CH_{3})_{2}C(OH)CN{\xrightarrow[{H_{2}SO_{4}}]{ROH}}\ CH_{2}{\text{=}}C(CH_{3})COOR}}}
К методам синтеза метакриловой кислоты также относятся:
- жидкофазное окисление изобутена диоксидом азота
- газофазное каталитическое окисление изобутена кислородом воздуха через стадию образования метакролеина

## Применение
Метакриловая кислота применяется для синтеза полиметакриловой кислоты, применяемой в пищевой промышленности, и для синтеза сложных эфиров (Метакрилатов) — метилметакрилата, этилметакрилата и др., полимеры которых являются широко используемым конструкционным материалом (плексиглас, оргстекло).